# Optași-Măgura
Optași-Măgura is een Roemeense gemeente in het district Olt.
Optași-Măgura telt 1243 inwoners.